# Máscara

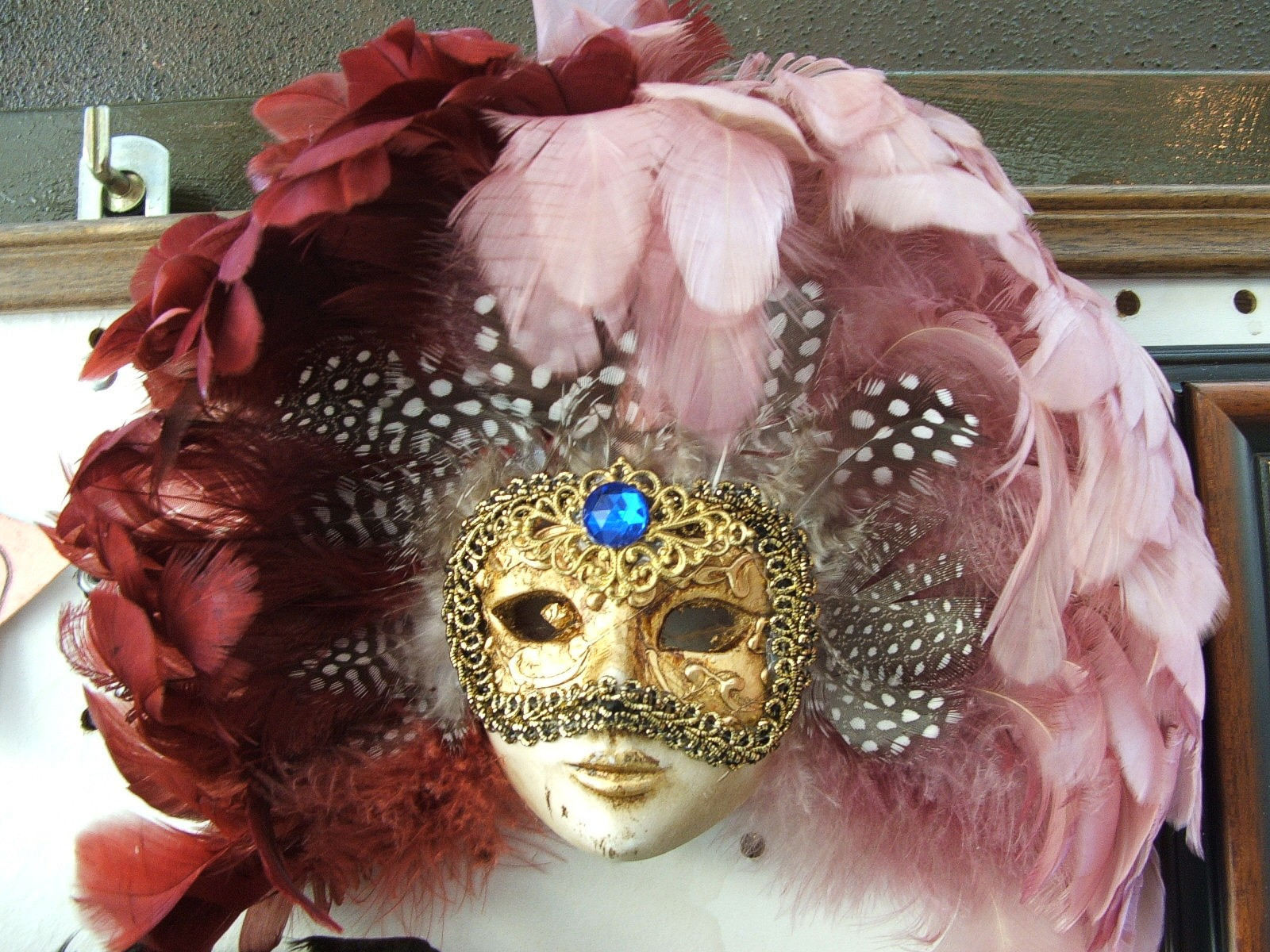
Máscara veneciana

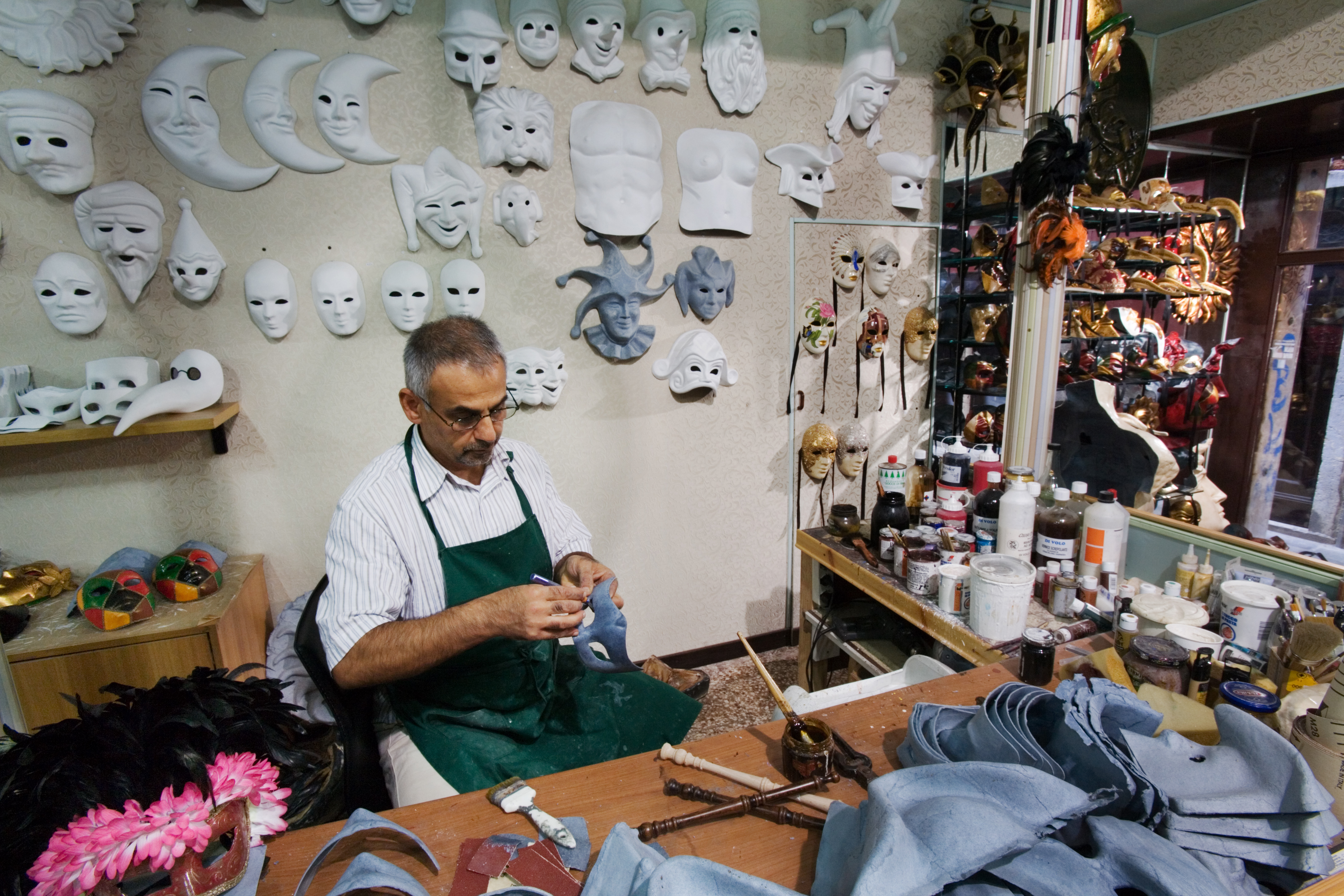
Taller de máscaras en Venecia

Una máscara o careta es una pieza normalmente adornada que oculta total o parcialmente el  rostro. Las máscaras se han utilizado desde la antigüedad con propósitos ceremoniales y prácticos.
La palabra «máscara» está relacionada con la palabra masque en francés o maschera en italiano. Los posibles antepasados en latín (no clásico) son mascus, masca = «fantasma», y el 'maskharah' árabe = «bufón», «hombre con una máscara». El Diccionario de la Real Academia de la lengua indica que el término en español deriva del italiano maschera, y este del árabe masẖarah 'objeto de risa'.
Se trata de una simplificación ornamental. Lo visible se reduce a los elementos básicos que transforman un rostro en máscara. Y la máscara es a su vez una representación, cargada de intenciones y simbolismos, convertidos en arquetipos que son parte del inconsciente colectivo e individual y representan los temores y aspiraciones de una civilización
Aunque a la máscara también se le llama “careta” es importante aclarar que esta se usa exclusivamente para cubrir el rostro y disimular los rasgos de la cara. En algunos países hispanoamericanos se les nombra careta de soldador a unas máscaras hechas de plástico negro, con una ventanilla de vidrio oscuro o sombreado,  que cubre parcialmente la cara de la persona que suelda objetos metálicos con Soldadura De arco eléctrico, para evitar los efectos nocivos de la luz radiante que se produce durante el proceso del arco.

## Historia

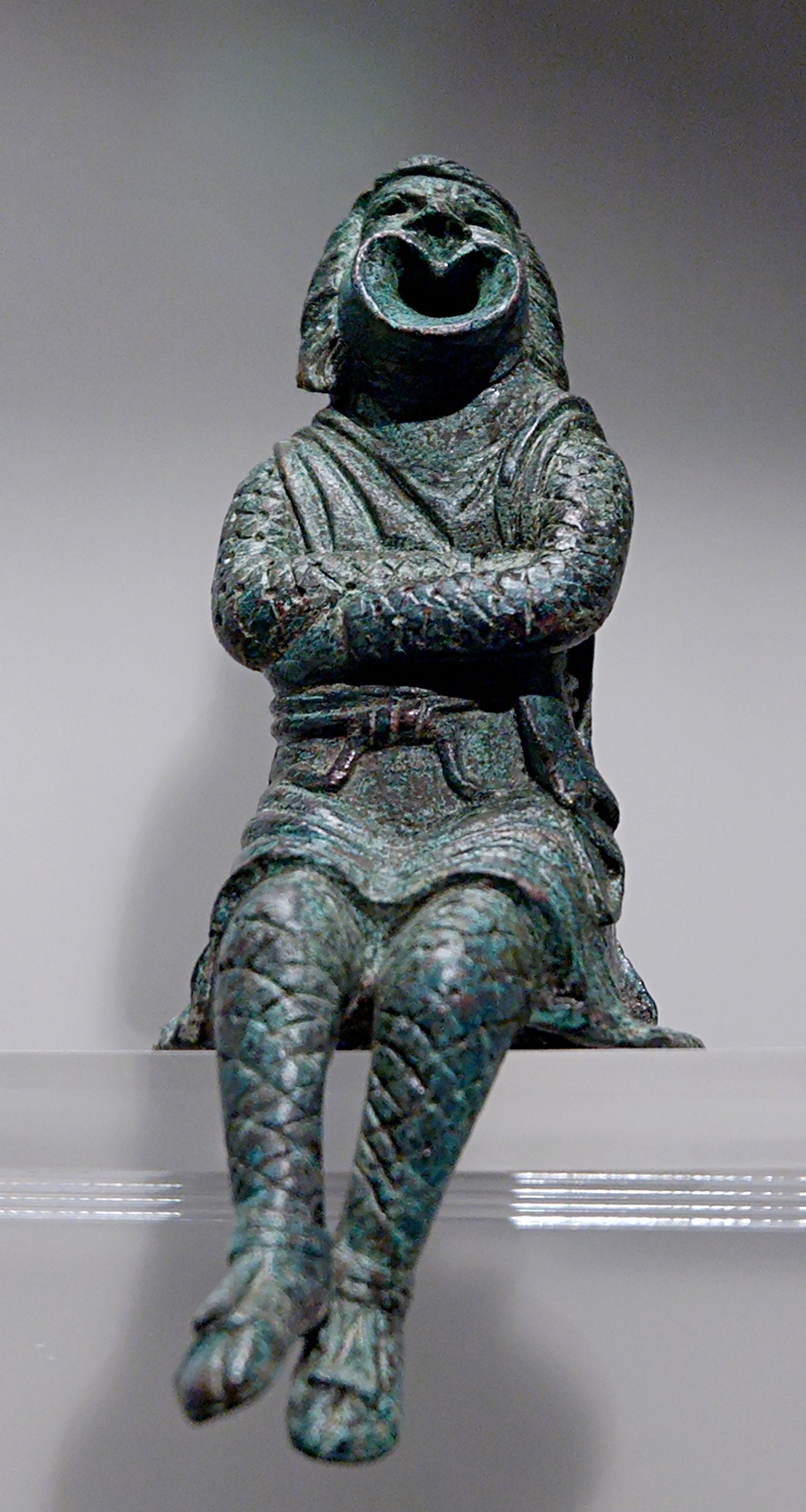
Actor griego, con máscara cómica. (Bronce)

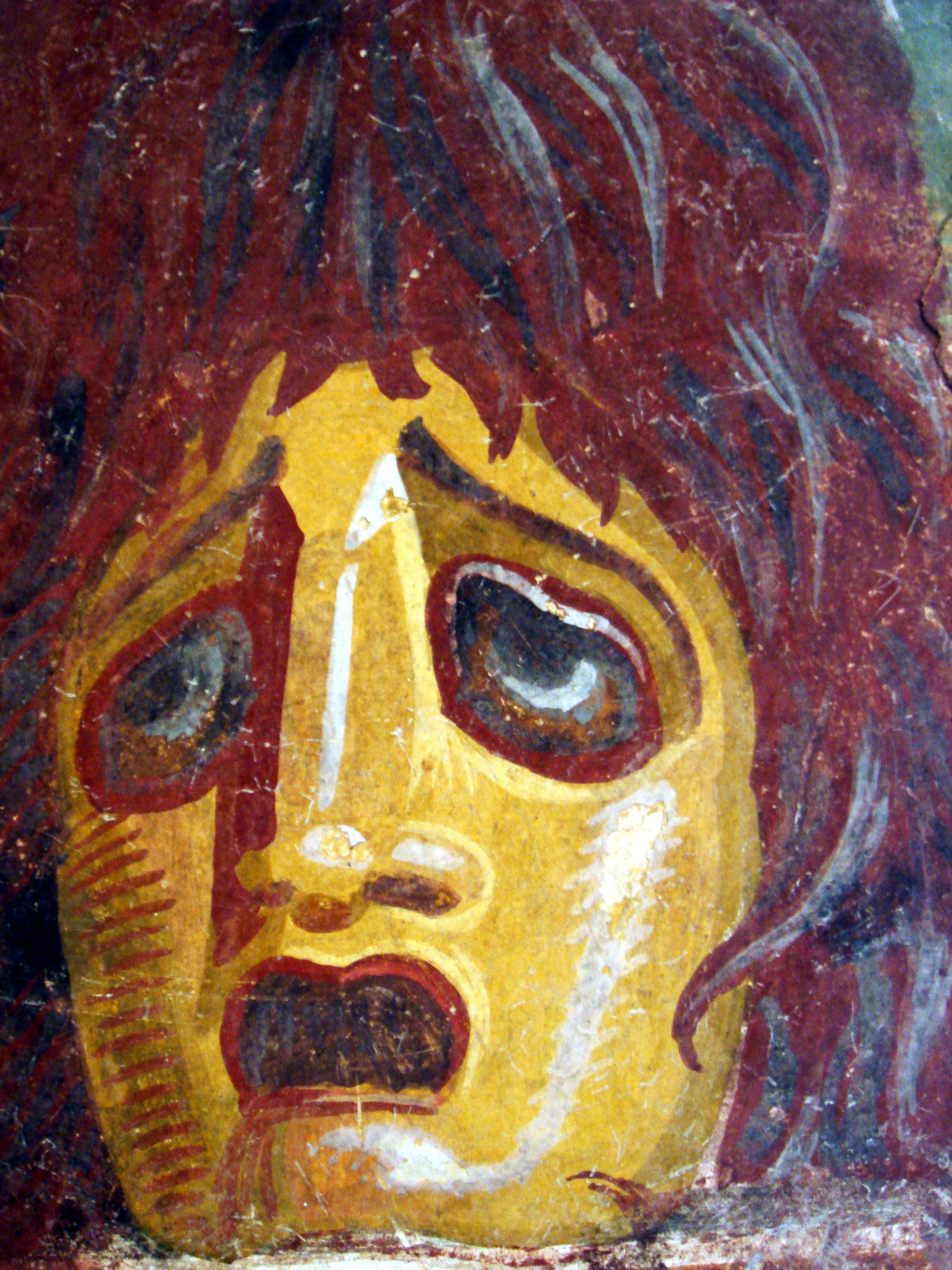
Máscara trágica romana

Los etnólogos sitúan el nacimiento de la máscara en el momento en que se produce la autoconciencia —conciencia de uno mismo—. Su uso se remonta a la más lejana antigüedad, encontrándose entre los egipcios, griegos y romanos. Los griegos las empleaban en las fiestas dionisiacas; los demás en representaciones escénicas.
En la Edad Antigua, las máscaras y los hombres estaba estrechamente vinculado con los animales y con su mundo circundante, usaban las máscaras para relacionarse con ellos; conoce el miedo a las fuerzas por las que se encuentra amenazado: una tempestad, un animal salvaje o espíritus, por lo que considera necesarios símbolos y escudos protectores. Este sentimiento recae en todo el entorno y en que a todos los seres se les concede fuerzas sobrenaturales y sobre ellos se proyectan contenidos inconscientes; en consecuencia, se “personificaran” para influir en las fuerzas demoníacas.
Entre los griegos y romanos, las máscaras eran una especie de casco que cubría enteramente la cabeza y además de las facciones del rostro, tenía pelo, orejas y barba habiendo sido los griegos los primeros en usarlas en sus teatros a fin de que los actores pudieran semejarse físicamente al personaje que representaban. 
En Grecia, la máscara no solo va a infundir temor, sino, también, alegría de vivir. Las fiestas rituales van a dejar paso a las representaciones teatrales; marcando así, una distancia entre ella misma y quien la porta.
Durante el Renacimiento tuvieron un auge inesperado con la comedia dell’arte italiana, siendo las máscaras notablemente burlescas para estas comedias de improvisación con un repertorio fijo de personajes y esquemas básicos argumentales —por lo tanto arque típicos—: arlequines, pierrots y colombinas, entre otros, que podían decir impunemente la verdad. Con todo, el mayor empleo de la máscara tenía efecto en el siglo XVI,  en Italia y, sobre todo, en Venecia, durante el Carnaval. 
Las primeras máscaras se hicieron de corteza de árbol, luego fueron de cuero forrado de tela y por último las hacían de marfil o de madera para que tuvieran más consistencia y texturas más reales. Desde el siglo XVI al XVIII las damas adoptaron las máscaras con el nombre de antifaces para resguardarse del sol.

## Usos ceremoniales

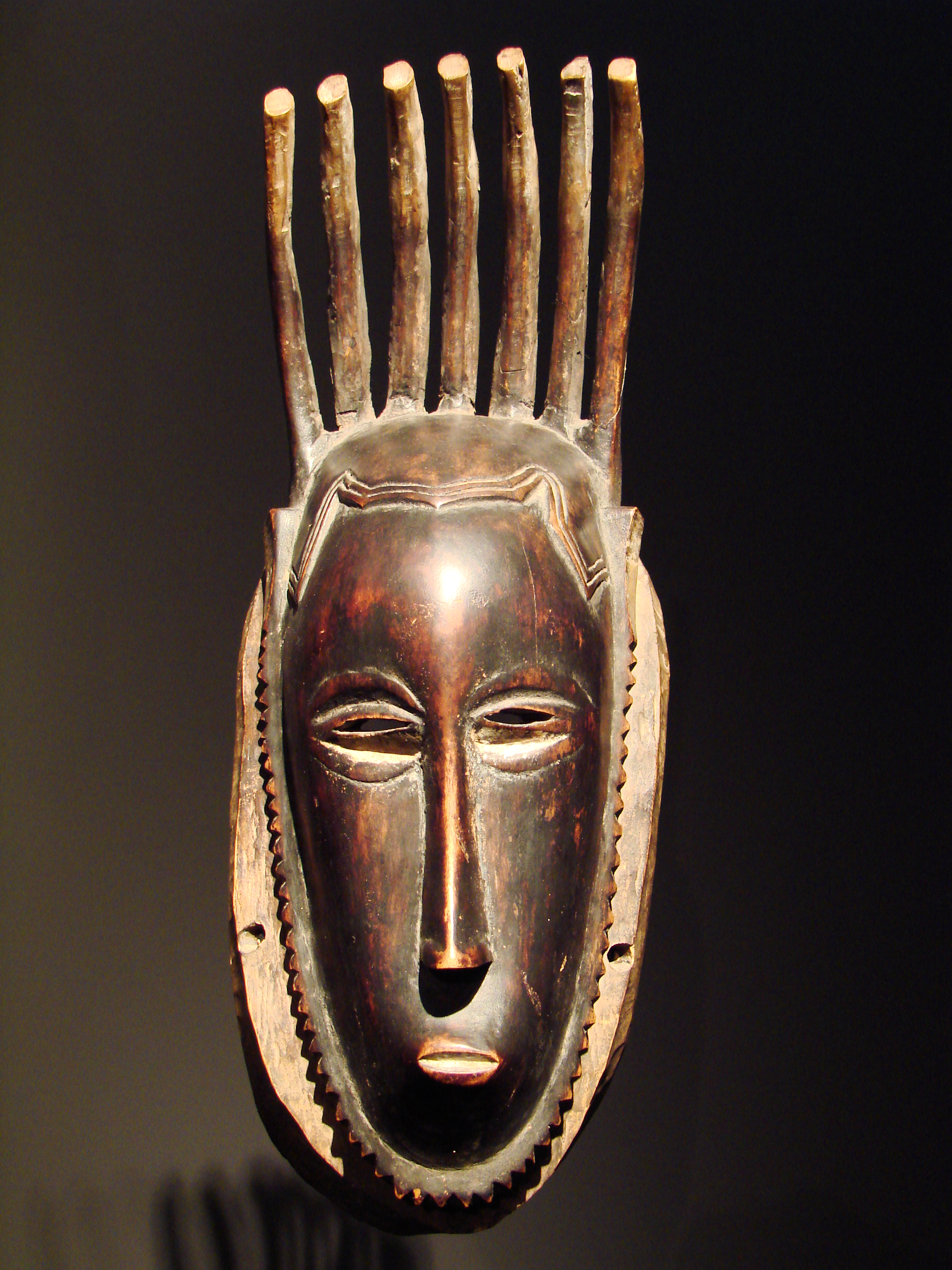
Máscara de Costa de Marfil

Las máscaras se usan en funciones rituales, sociales y religiosas, donde los participantes las usan para representar las figuras espirituales o legendarias. En algunas culturas también se cree que el usar una máscara permitirá que el portador tome las cualidades de la representación de esa máscara; es decir, una máscara de leopardo inducirá al portador a convertirse o actuar como leopardo.
Permiten a su vez una unión entre la divinidad, los vivos y los muertos; entre sus antepasados y él mismo; es decir, que la máscara recoge este conflicto del hombre con la muerte. El cambio de identidad en el usuario de esa máscara, es vital, porque si el espíritu representado, no reside en la imagen de la máscara, el ritual en el que se use, será poco eficaz, y las plegarias, ofrendas y peticiones, no tendrán significado ni sentido. Pueden funcionar para contactar poderes espirituales de protección contra las fuerzas desconocidas del universo y el triunfo de la vida.
La persona que usa la máscara también está en una asociación directa con el espíritu, por lo que corre el riesgo de ser afectado por él. Así como el creador, el portador debe seguir ciertos procedimientos para protegerse, así como manifestar su respeto. De alguna manera es un actor en colaboración o cooperación con la máscara. Sin su actuación, sus posturas, los pasos de la danza y la sucesión de esta, la máscara quedaría sin la fuerza vital completa.
Las máscaras pueden funcionar para contactar poderes espirituales de protección contra las fuerzas desconocidas del universo y el triunfo de la vida. En otras ocasiones, invocación a las fuerzas de la guerra.

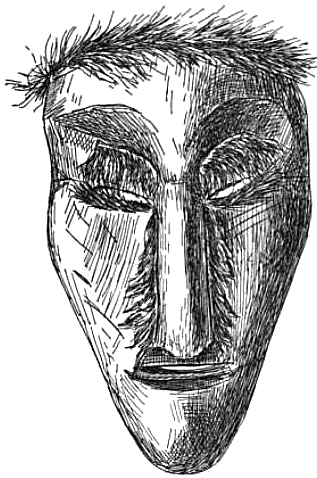
Cheroqui

En México y Centroamérica, la mayoría de las ciudades tienen nombre cristiano y nombre indígena, por ejemplos, Tianguistenco, Santiago Tianguistenco, o Santa María Axixitla. Todos los santos cristianos tienen un día específico en el año dedicado a ellos, y cada ciudad típicamente tiene un festival durante ese día, implicando la combinación de las tradiciones cristiana e indígena. Estos festivales incluyen con frecuencia los desfiles y teatro callejero donde actúan una historia. Las máscaras y los trajes de estos festivales se convierten en artículos de colección. Una máscara utilizada en tales festivales se denomina como máscara «danzada». Estas máscaras pintadas hechas a mano, se fabrican típicamente con madera y pueden utilizar cuerdas, cuernos o dientes animales, o caucho de los neumáticos como ornamentos.
En África, especialmente centrados en el oeste de África, las máscaras también desempeñan un papel importante en las ceremonias tradicionales y danzas de teatro. Todas las máscaras africanas caen en una de cuatro categorías: espíritus del antepasado, héroes mitológicos, la combinación del antepasado y el héroe, y los espíritus animales.
En Borneo, las tribus dajao vienen realizando hasta nuestros días el ritual de la máscara en el que atrapan al espíritu del arroz.
Las máscaras también pueden indicar el ideal de belleza femenina de una cultura. Las máscaras  Punu de Gabón tienen las cejas muy arqueadas, los ojos casi almendrados y la barbilla estrecha. La franja en relieve que va desde ambos lados de la nariz hasta las orejas representa joyas. El peinado negro oscuro, remata la máscara. La blancura del rostro representa la blancura y la belleza del mundo de los espíritus. Sólo los hombres llevan las máscaras y ejecutan las danzas con zancos altos, a pesar de que las máscaras representan a las mujeres. Una de las más bellas representaciones de la belleza femenina es la Máscara de Idia de Benín, en el actual estado nigeriano de Edo. Se cree que fue encargada por un rey de Benín en memoria de su madre. Para honrar a su difunta madre, el rey llevaba la máscara en la cadera durante ceremonias especiales.

### En ritos de regeneración y de iniciación
Su uso es presente también en ritos de regeneración y culto a los muertos, porque también de ellos, de su posible regreso, protege la presencia de la máscara (desde Etruria, Italia hasta Teotihuacán, México).
También aparecen en ritos de iniciación; curar o producir enfermedades, expulsión de males, protección contra el infortunio y el dolor, protección de cosechas y llamar a su abundancia. 

Las formas de ritual que posean un valor estético mínimo tienen grandes garantías de resistir los embates del tiempo. Julio Caro Baroja.

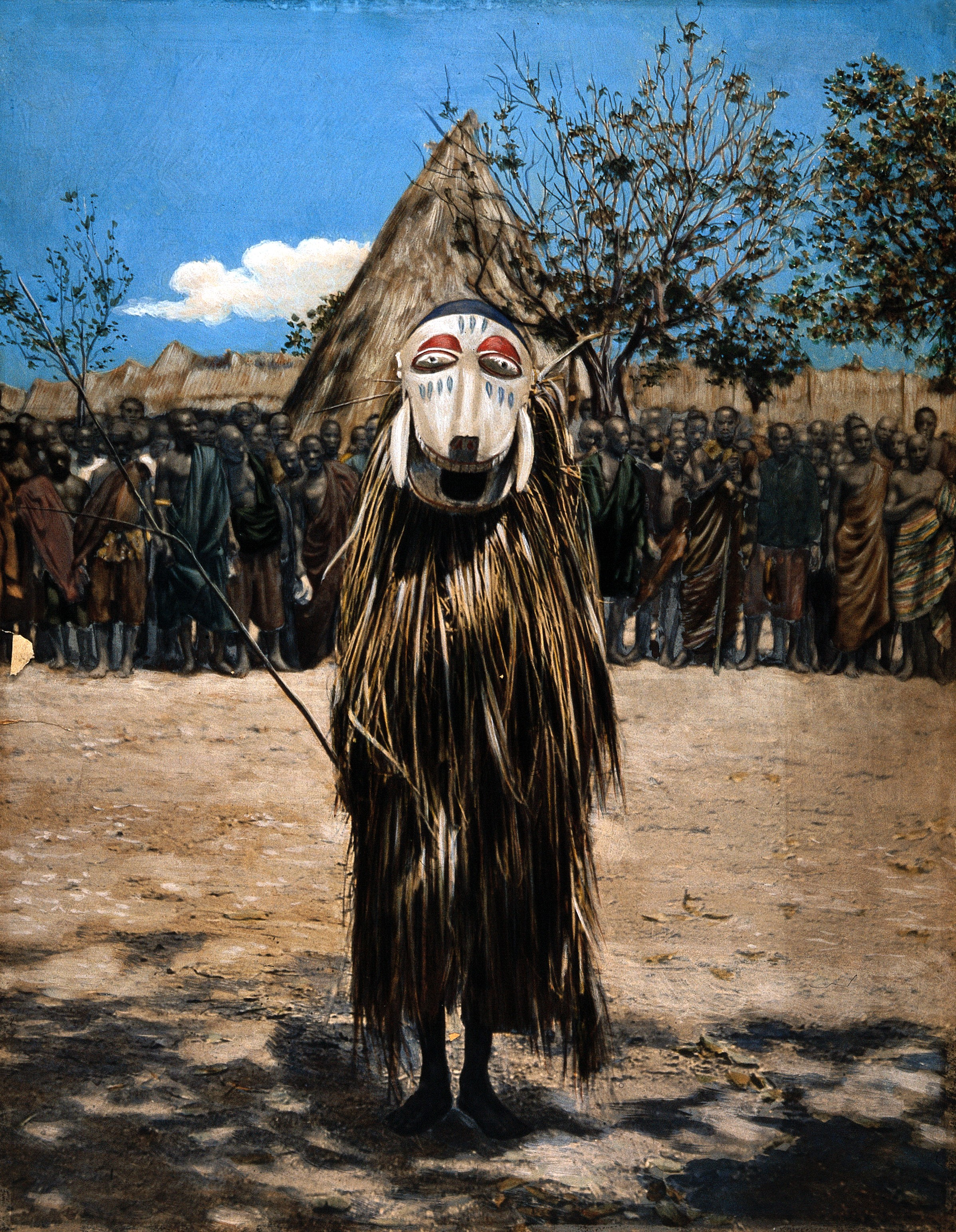
Chamán africano con su indumentaria ritual
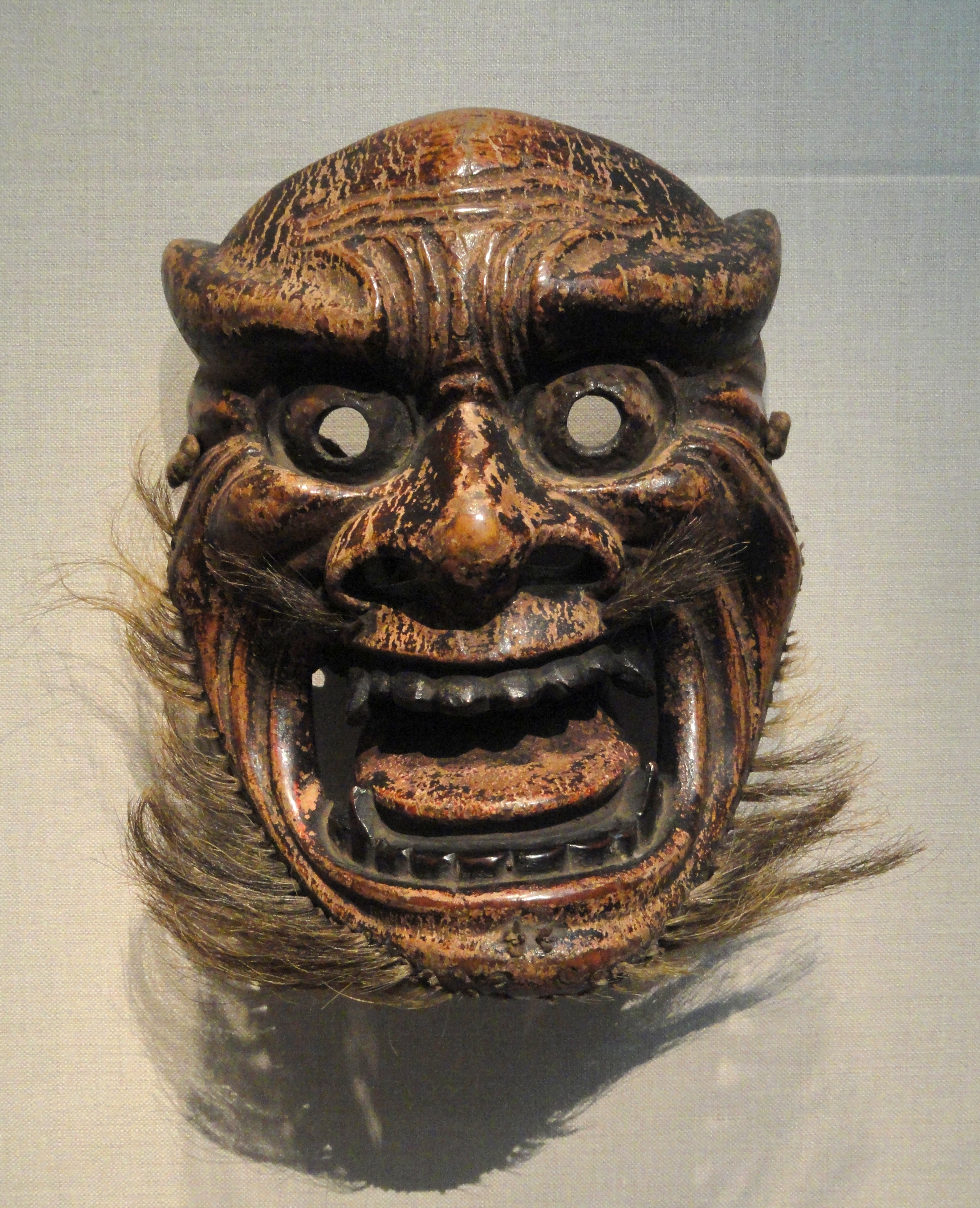
Máscara ritual del periodo EDO en Japón representando un demonio
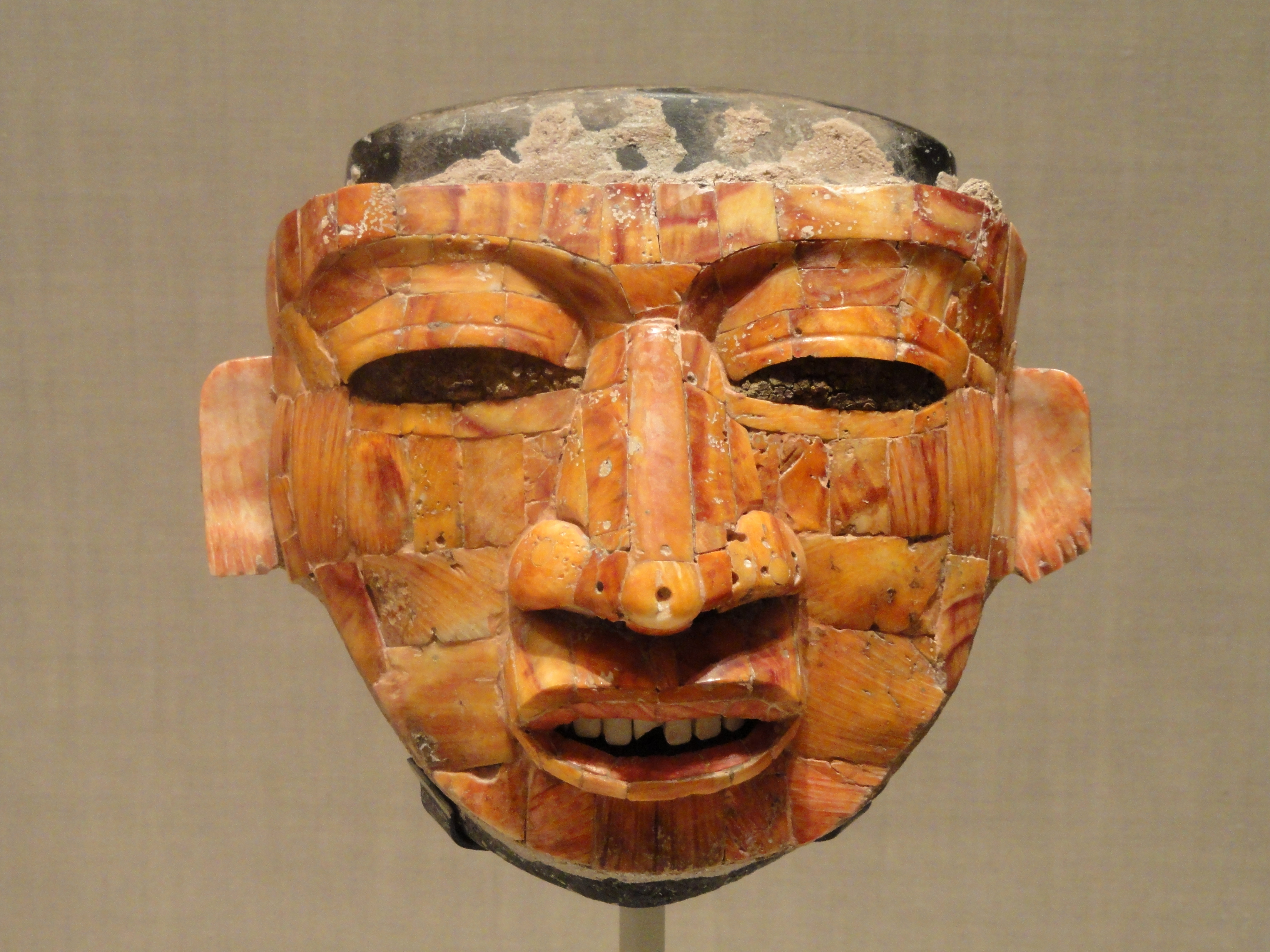
Máscara de piedra y concha de spondylus en Teotihuacan, México
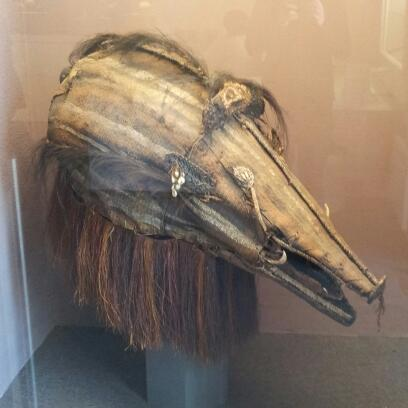
Máscara ritual en forma de cerdo de Nueva Guinea
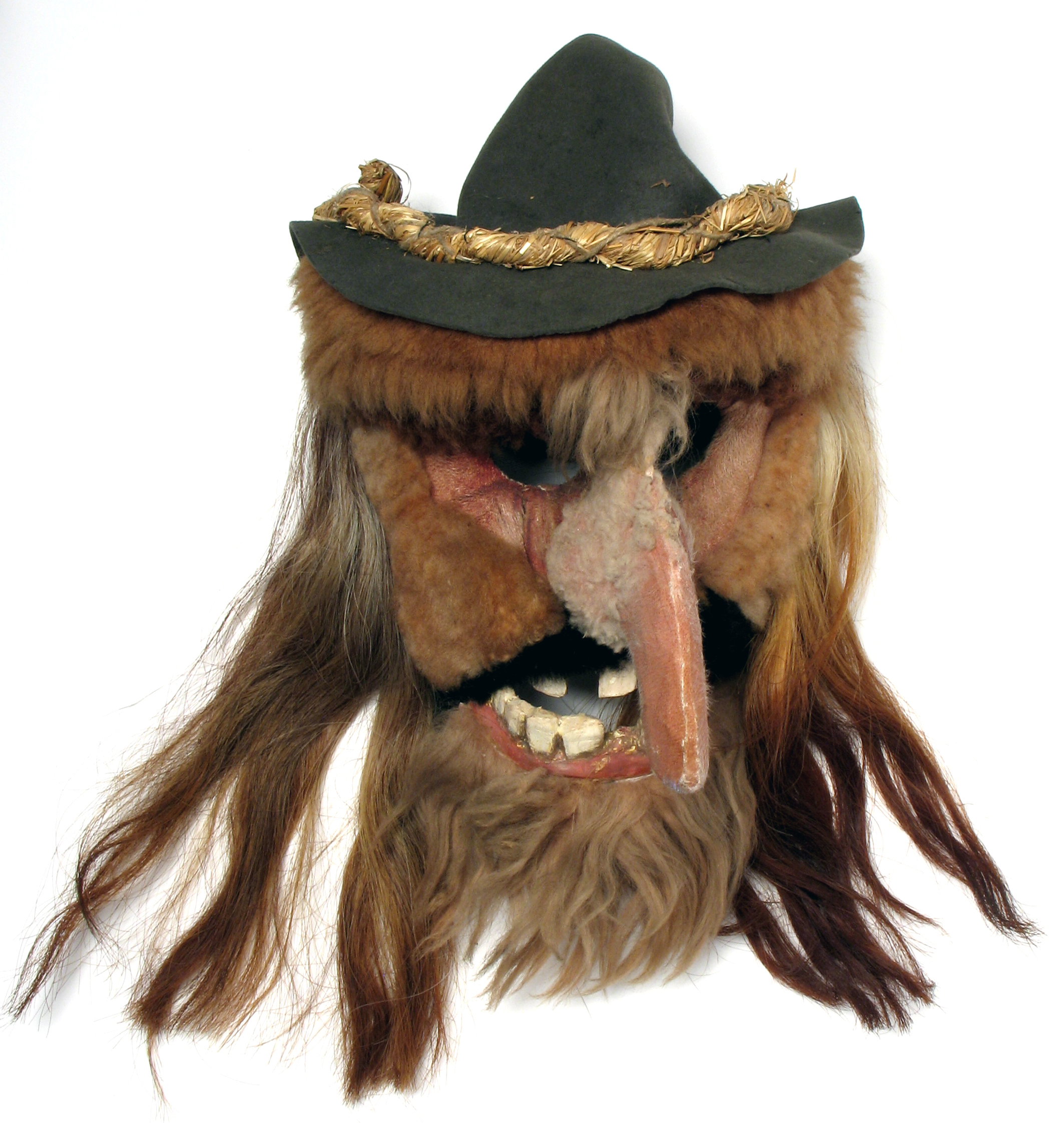
Máscara de Dziad en Polonia

## Asia

### Indonesia
En Indonesia, el baile de máscaras es anterior a las influencias hindúes y budistas. Se cree que el uso de máscaras está relacionado con el culto a los antepasados, que consideraba a los bailarines intérpretes de los dioses. Las tribus nativas indonesias, como los dayak, tienen la danza enmascarada Hudoq, que representa a los espíritus de la naturaleza. En Java y Bali, la danza de máscaras se llama comúnmente topeng y demuestra influencias hindúes, ya que a menudo presenta epopeyas como el Ramayana y el Mahabharata. La historia nativa de Panji también es popular en el baile de máscaras topeng. Los estilos de danza topeng indonesios están muy extendidos, como topeng Bali, Cirebon, Betawi, Malang, Yogyakarta y Solo.

### Japón

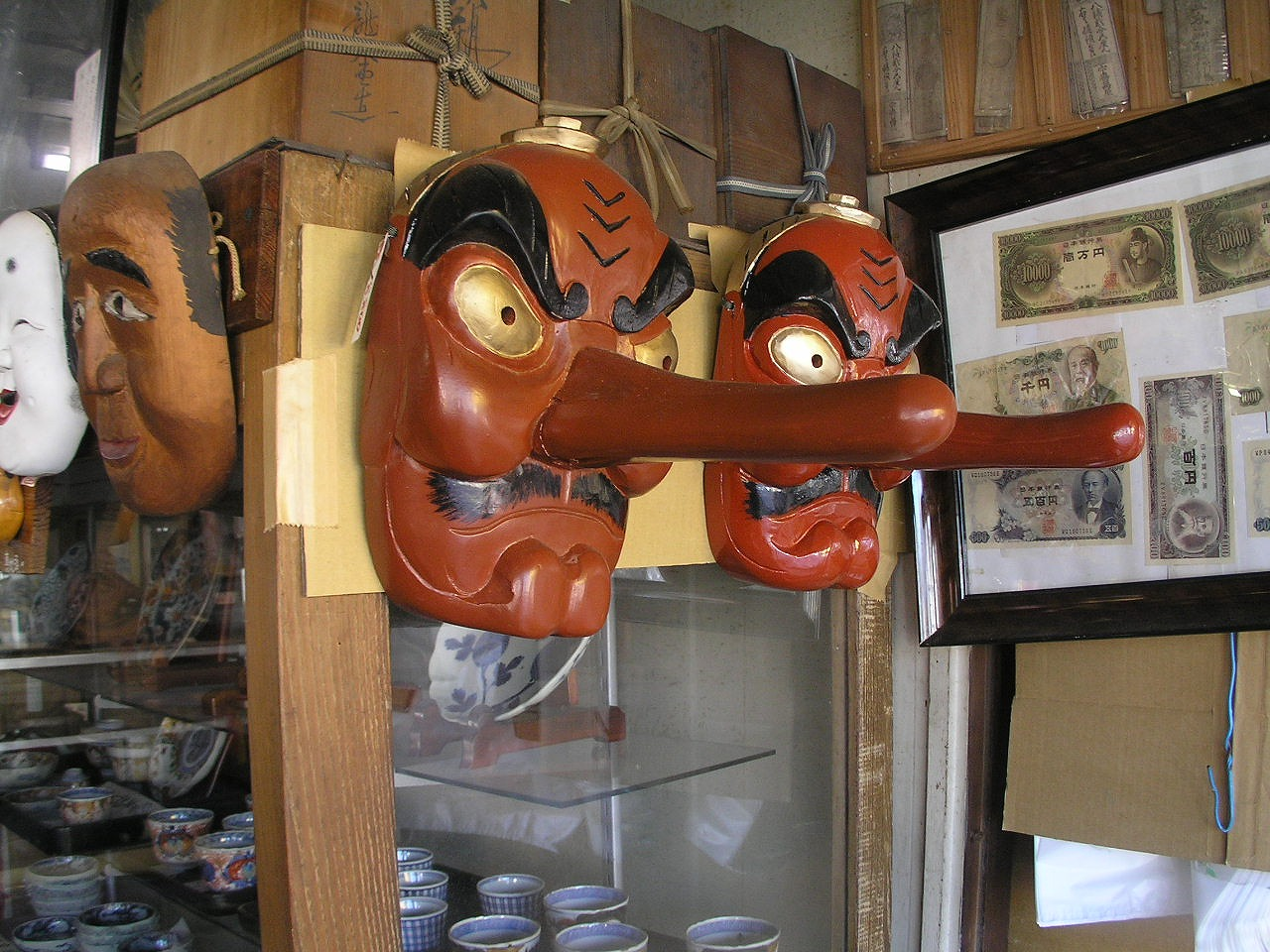
Máscara de Tengu.

Las máscaras japonesas forman parte de una tradición teatral muy antigua y muy sofisticada y estilizada. Aunque sus raíces se remontan a mitos y cultos prehistóricos, han evolucionado hasta convertirse en refinadas formas artísticas. Las máscaras más antiguas son las gigaku. Esta forma ya no existe, y probablemente era un tipo de presentación de danza. A partir de ella se desarrolló el bugaku, una compleja danza-drama en la que se utilizaban máscaras con mandíbulas móviles.
Las máscaras nō o noh evolucionaron a partir de las gigaku y bugaku y son interpretadas íntegramente por hombres. Las máscaras se llevan durante representaciones muy largas y, por lo tanto, son muy ligeras. La máscara nō es el logro supremo de la fabricación de máscaras japonesas. Las máscaras nō representan a dioses, hombres, mujeres, locos y demonios, y cada categoría tiene muchas subdivisiones. Las kyōgen son farsas cortas con sus propias máscaras, y acompañan a las obras trágicas nō. El kabuki es el teatro del Japón moderno, enraizado en las formas más antiguas, pero en esta forma las máscaras se sustituyen por caras pintadas

## Entretenimiento

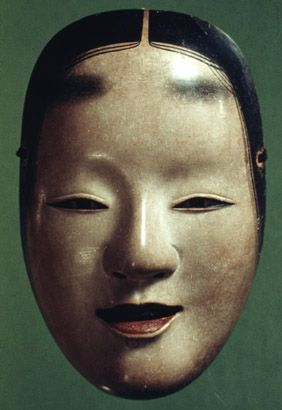
Máscara de teatro Noh japonés

- En obras del teatro. El uso de máscaras en las obras dramáticas de la Grecia antigua se desarrolló con propósitos ceremoniales y también en carácter social. Las máscaras son también una característica que define del teatro de Noh en Japón. La palabra inglesa «person» (persona) viene de una palabra latina usada para designar una máscara de teatro: per-sona = «por-sonido» (a través del sonido) = «lo que viene a través de la voz del actor». La palabra del Griego antiguo prosopon = «cara» significaba originalmente «delante de la cara», es decir. «máscara de teatro».

- Como parte de celebraciones en carnavales de algunas partes del mundo; Venecia es la ciudad más famosa por esto. La máscara es una parte indispensable del traje de un personaje particular como el arlequín.
- En bailes de máscaras, eventos populares en la nobleza europea de los siglos XVII y XVIII.
- Las máscaras de látex se utilizan en el cine como parte de algún elaborado maquillaje de los personajes y cuando quieren imitar a un individuo.

En el Libro de las Máscaras del anticuario y coleccionista Francesco Ficoroni se observan los diferentes tipos de máscaras que se usaban en el Teatro medieval así como las que se usaban en el arte funerario romano. En él se pueden ver 85 grabados de Cesare Mazzoni y Pomerade

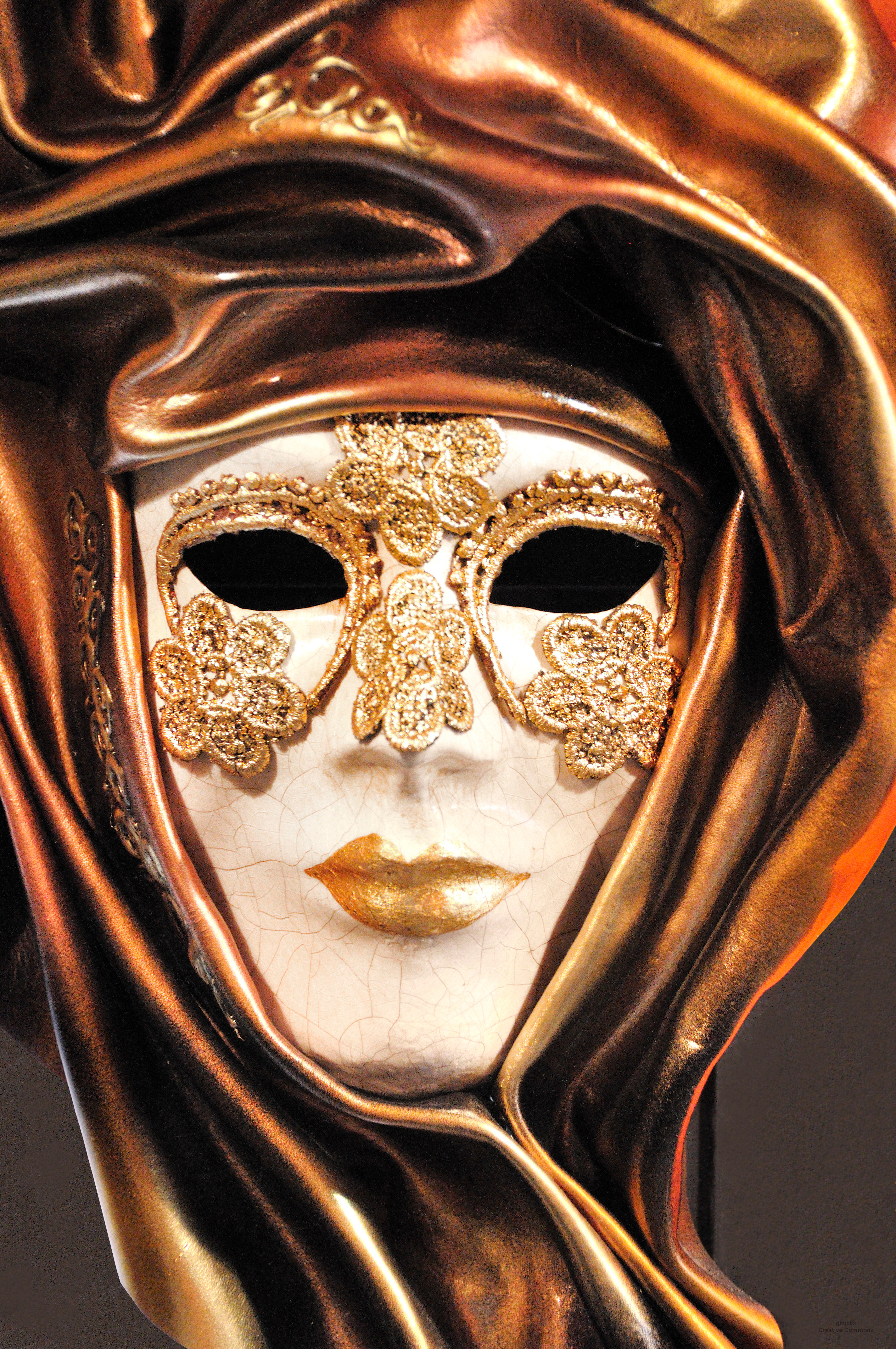
Máscara del carnaval de Venecia
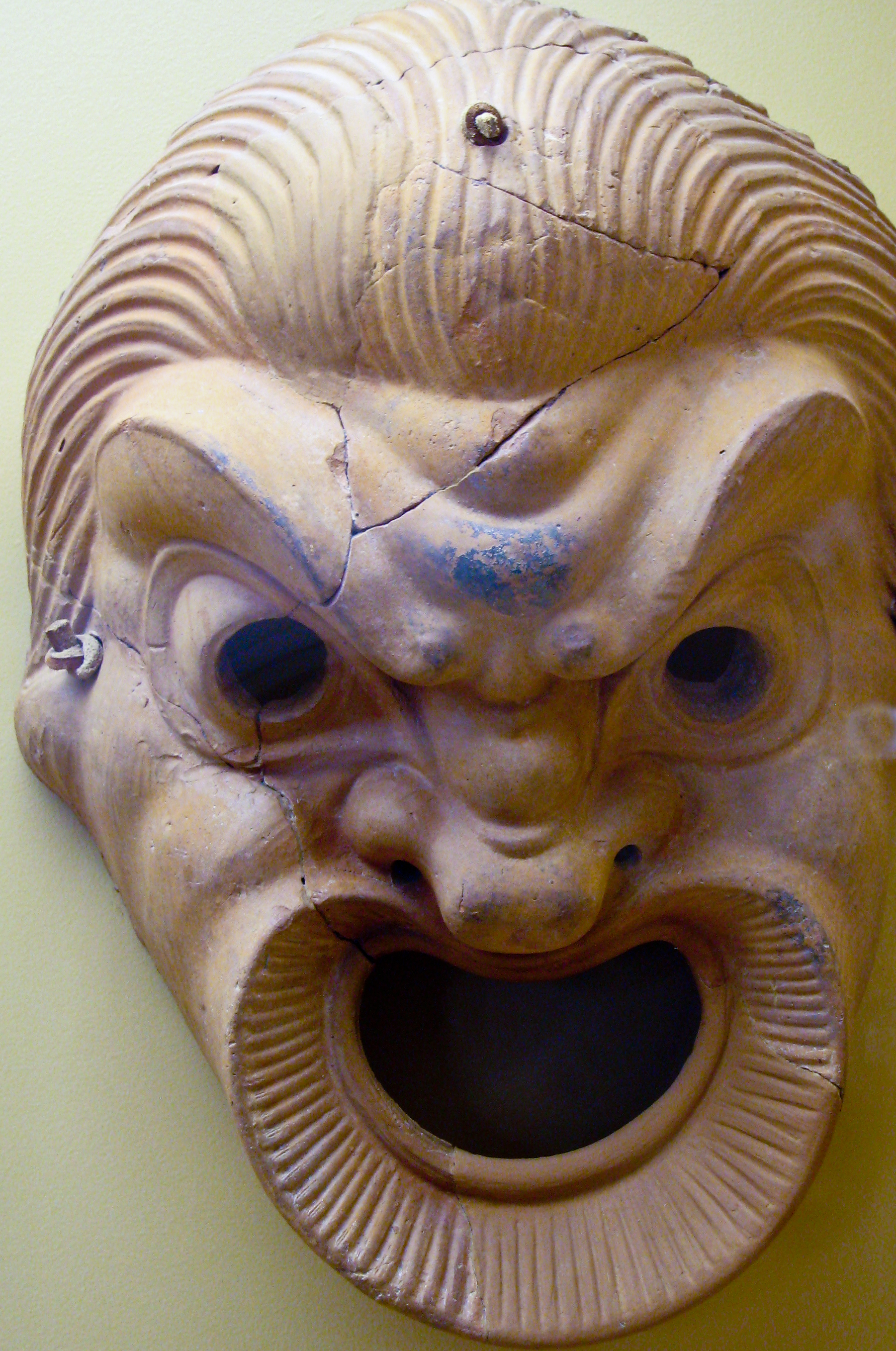
Máscara de teatro romana en terracota (año 200-250)
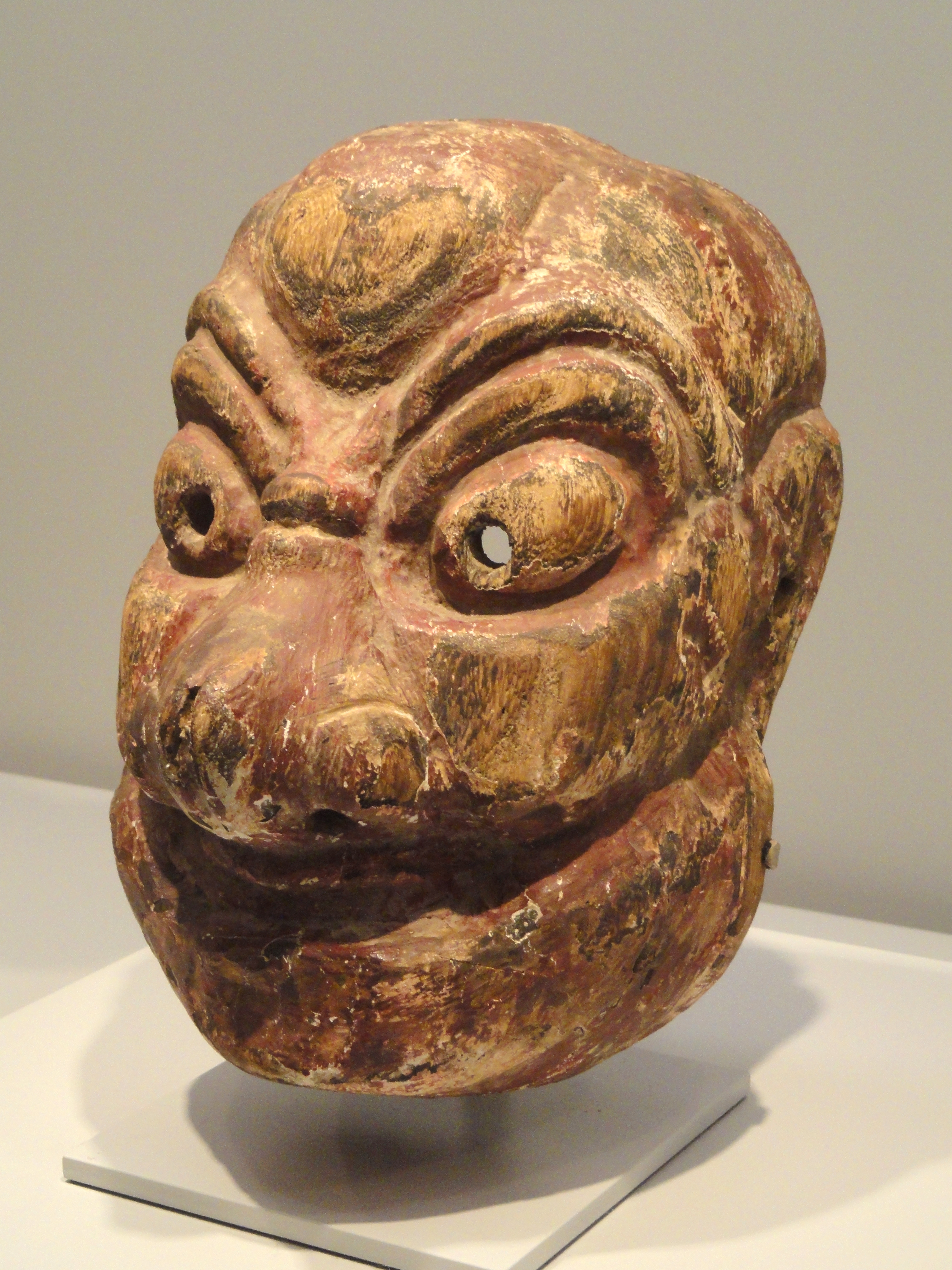
Máscara de representaciones bugaku (Japón), siglo XV o XVI
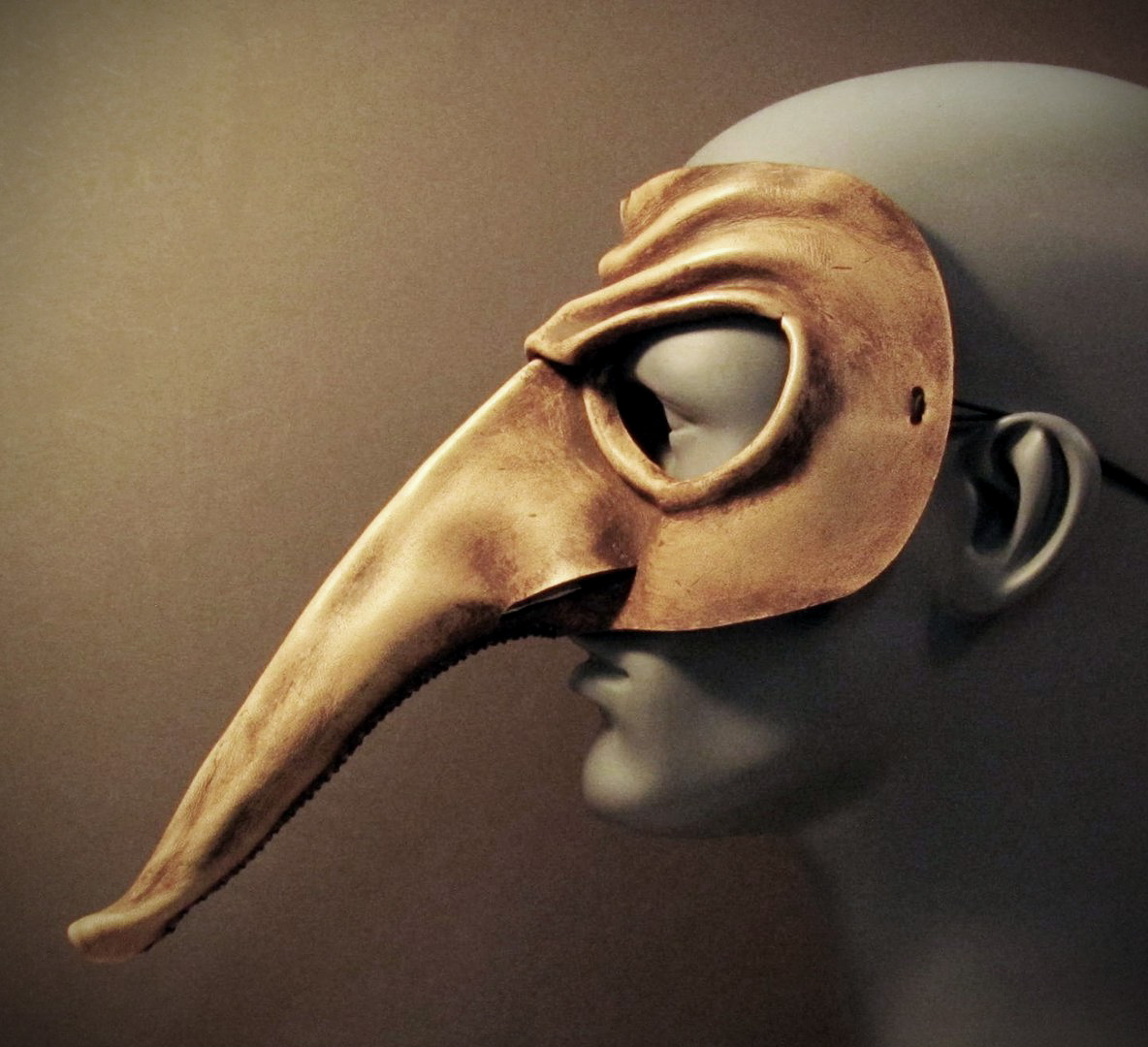
Máscara de Zanni, de la Comedia del Arte italiana

## Para mantener el anonimato

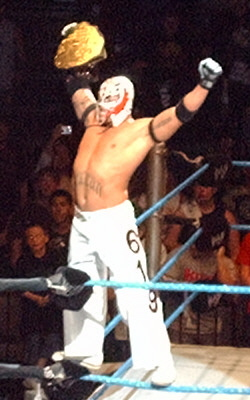
Rey Mysterio con su máscara para no ser reconocido

- Las máscaras también se usan para proveer de un aura de misterio a los luchadores profesionales, particularmente en México. En la lucha libre de algunos países como México, es común que los competidores porten máscaras alusivas a su nombre o apodo de luchador.
- Algunos criminales suelen utilizar máscaras para evitar su identificación cuando cometen delitos. En muchas legislaciones penales resulta un agravante utilizar una máscara mientras se comete un crimen; es también a menudo una falta usar una máscara en asambleas públicas y manifestaciones.
- Ocasionalmente, los testigos de algunos procesos aparecen en la corte usando una máscara con la intención de evitar ser reconocidos por los asociados del acusado.

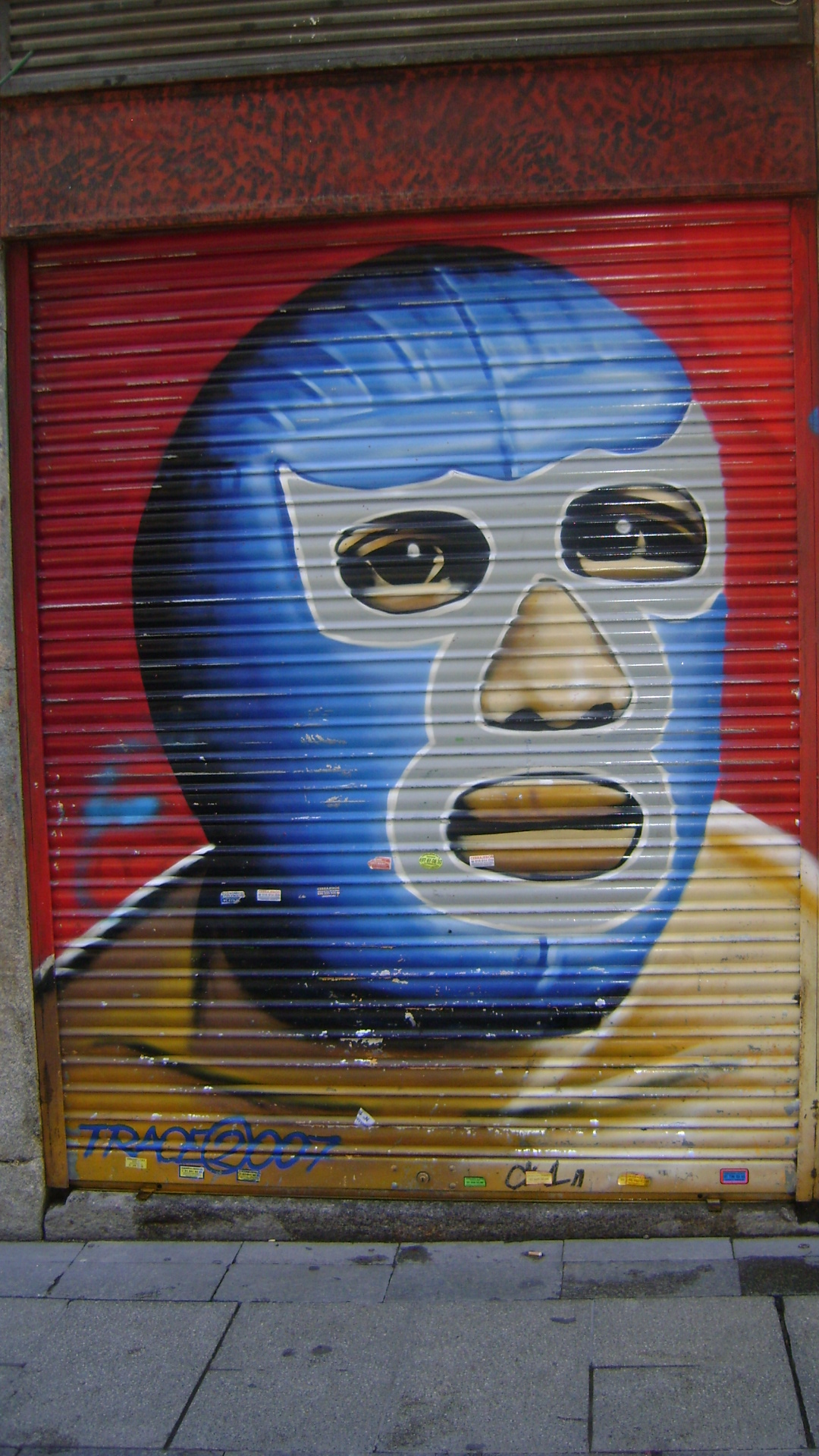
Grafiti de la máscara del luchador de lucha libre mexicano Blue Demon en Madrid, España

## Protectoras

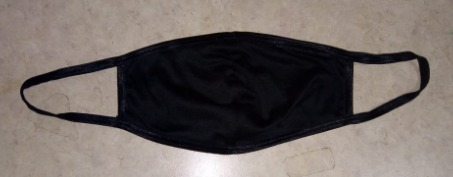
Las máscaras crecieron en demanda durante la COVID-19.

Las máscaras protectoras tienen las siguientes funciones:
- Abastecimiento de una fuente de aire respirable o cualquier otro gas oxigenado.
- Protección de la cara contra objetos volátiles en ambientes peligrosos, al mismo tiempo que permiten la visión.

Muchas máscaras tienen diversas funciones. Este tipo de máscaras normalmente son incluidas en las categorías de elementos de protección, tales como anteojos, cascos y viseras. A continuación se mencionan algunas de estas:
- Máscaras con filtro. Es un material hecho de papel o polipropeno, que se ajusta en la cara (con unas gomas elásticas ajustables) y que cubre nariz y boca. Suele ser blanca o azul. Lleva una almohadilla nasal y una pinza que la hace cómoda. Se usa para no respirar los malos olores y ciertas partículas que no se inhalan bien. Suelen llevar-la los médicos, pintores, carpinteros, obreros, jóvenes estudiantes en clase de química. Máscara antigás
- Máscaras de vendas.
- Máscaras quirúrgicas.

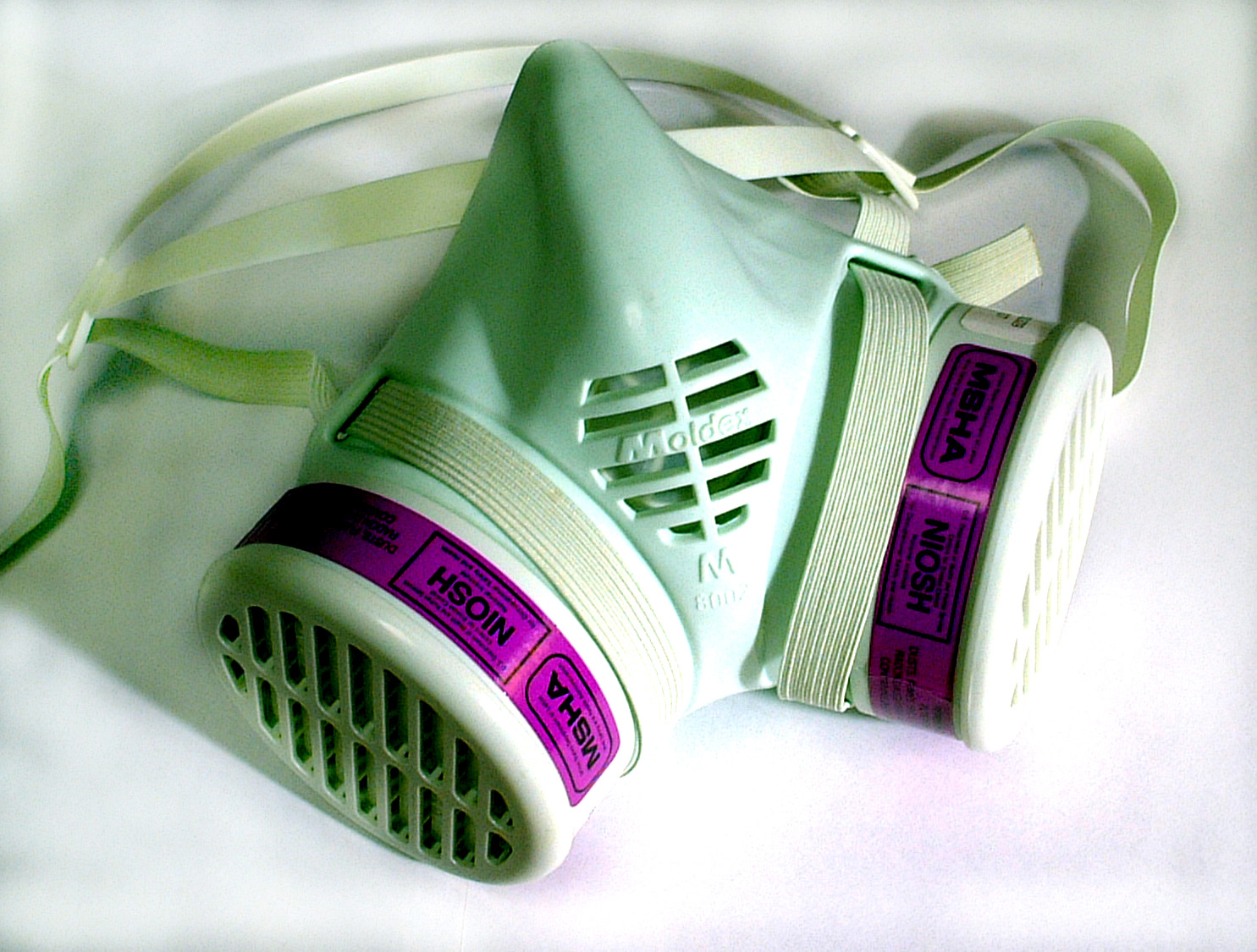
Máscara antigás

- Máscaras antigás o caretas antigás.
- Máscaras de buzo.
- Máscaras de respiración conectadas con algunos sistemas de respiración industrial. Estos generalmente cubren todo el rostro.
- Máscaras de respiración conectadas con algunos sistemas de respiración subacuáticos. Estas son generalmente de cara completa.
- Máscaras de oxígeno, usadas por los pilotos de gran altitud.
- Máscaras de oxígeno, usadas como parte del kit médico para resucitación.
- Máscaras anestésicas, usadas en cirugía en los hospitales.
- Máscaras de CTM usadas en la resucitación cardiopulmonar.
- Máscaras deportivas tales como careta de esgrima, o máscara de hockey, o máscara de arquero de fútbol americano.
- Máscaras de esquí.
- Máscaras de soldador.
- Las placas frontales de los cascos del traje espacial.

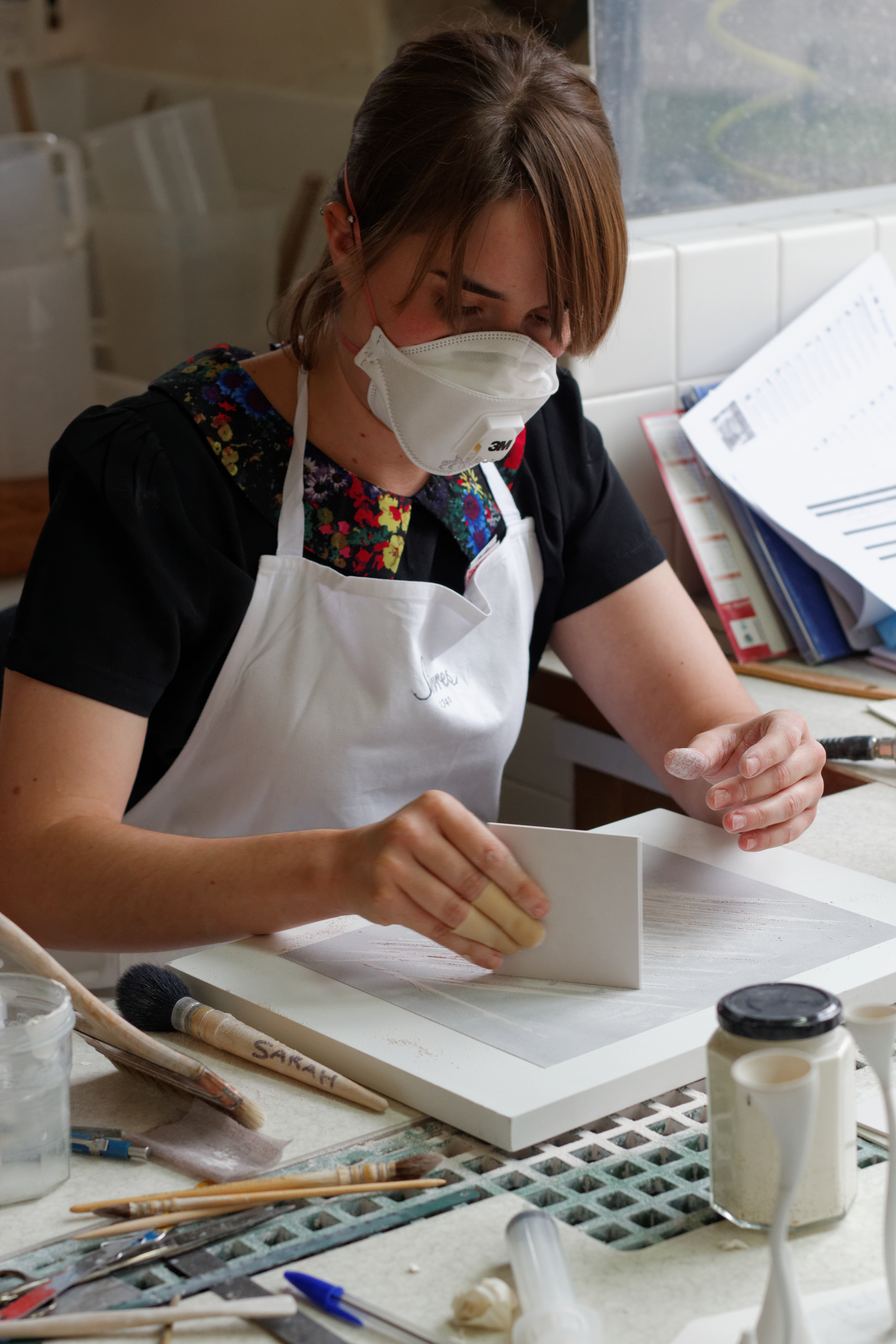
Artesana usando máscara con filtro
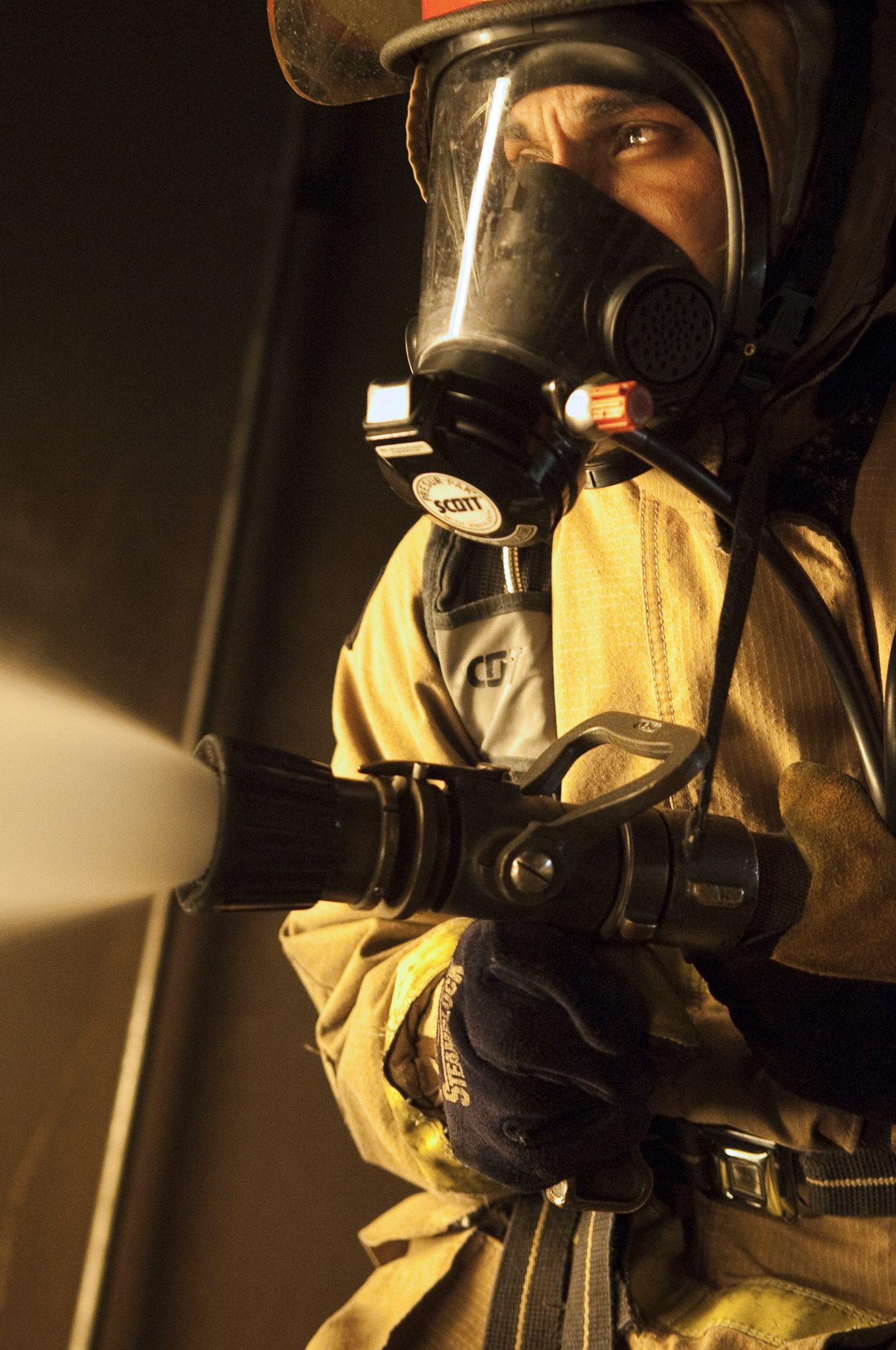
Máscara protectora de bombero
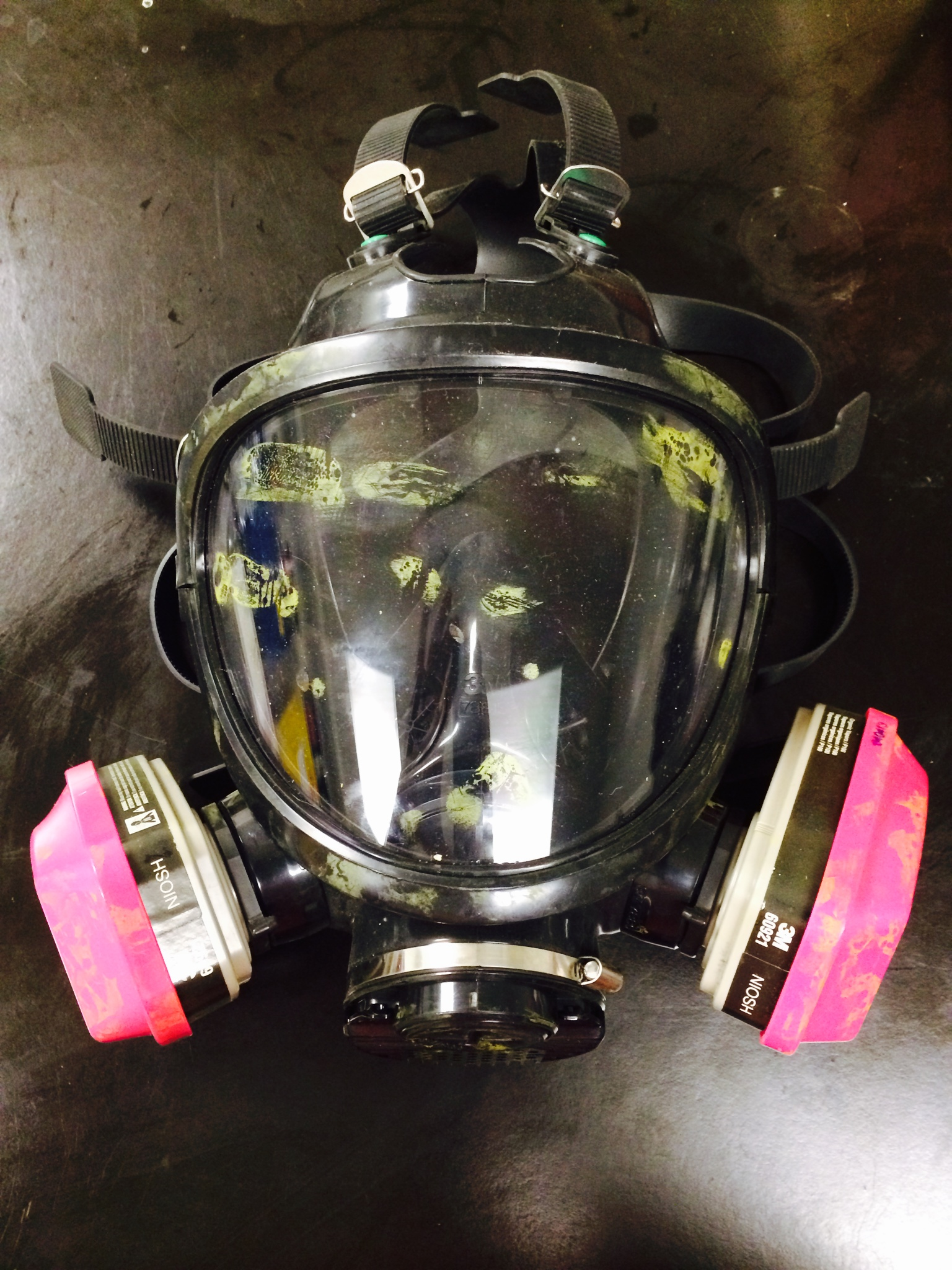
Máscara antigás
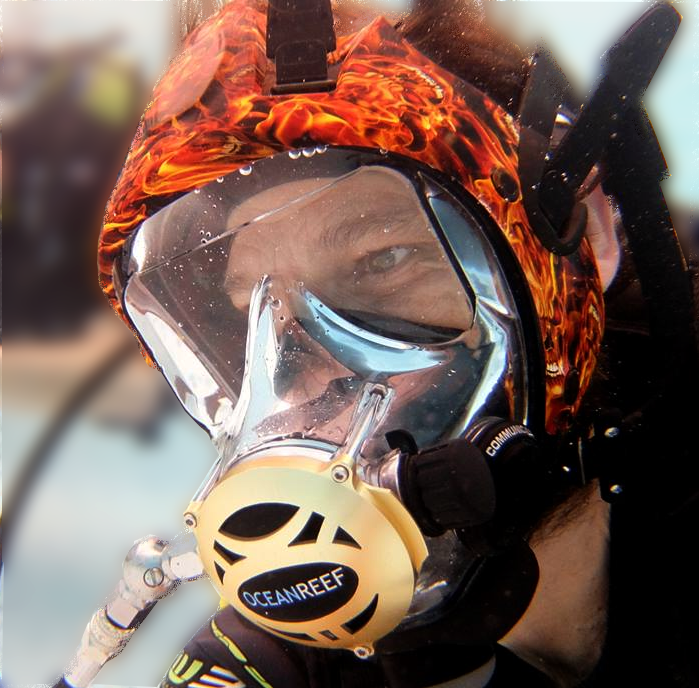
Máscara de buceo
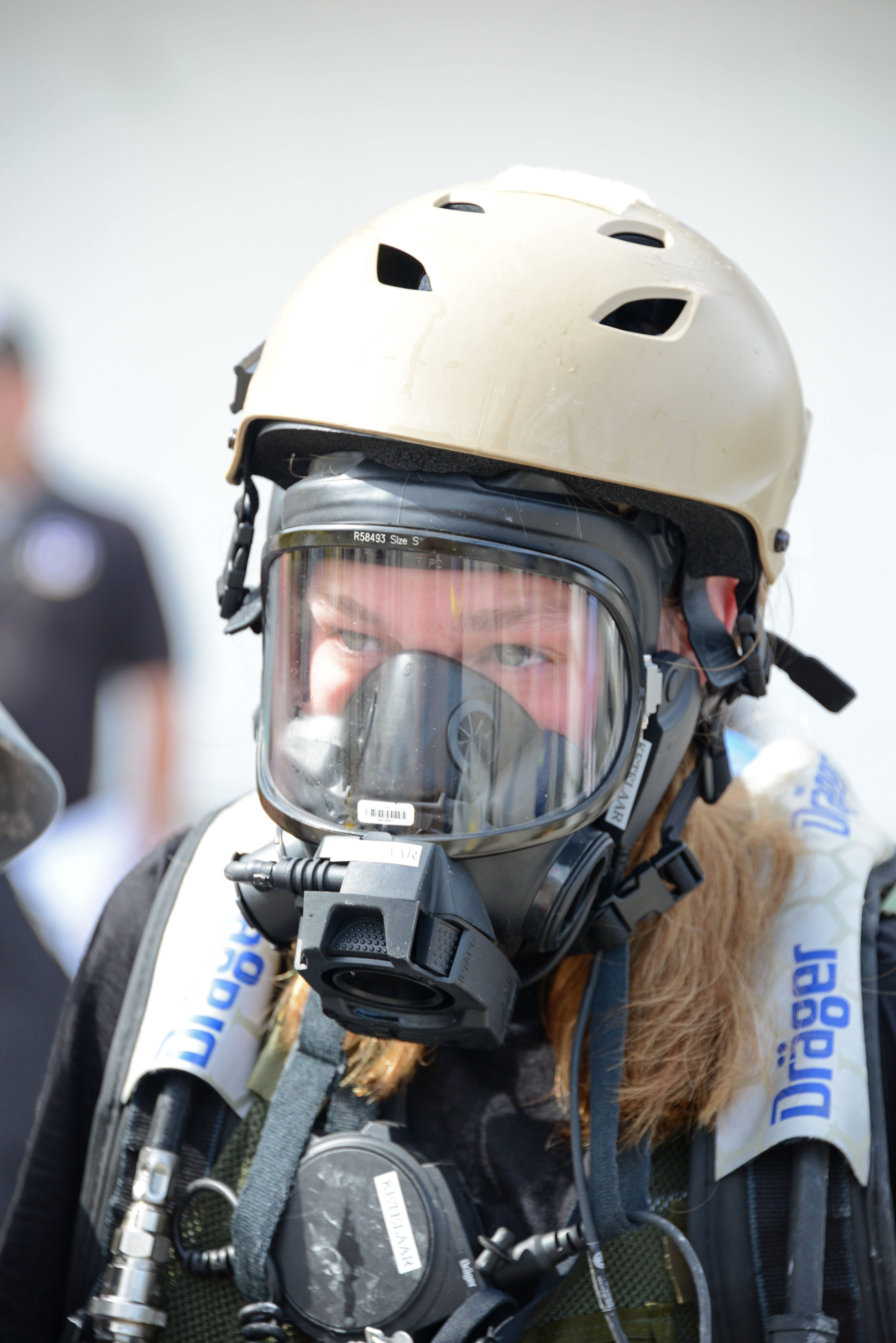
Máscara de oxígeno
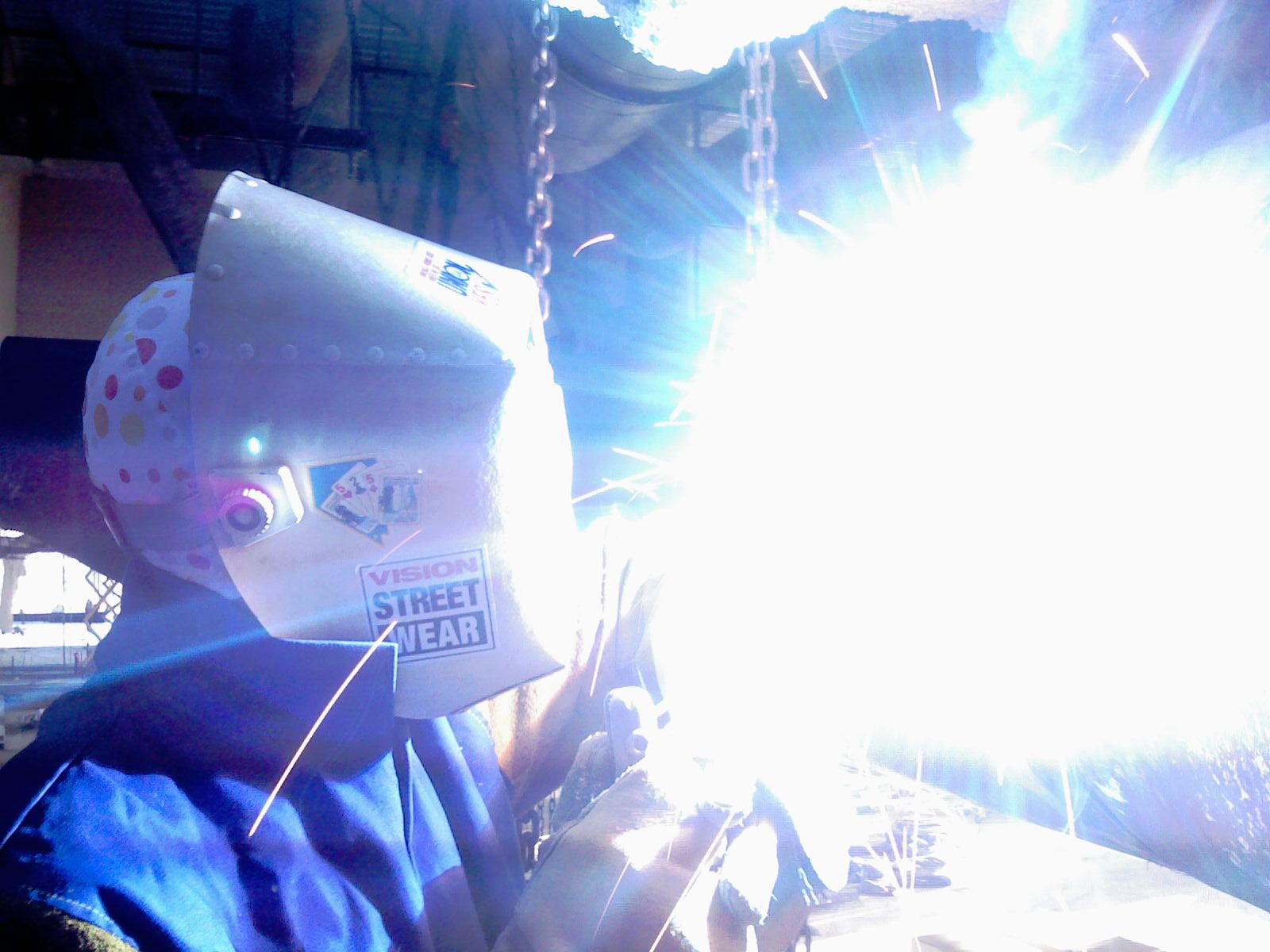
Máscara de soldador
Máscara de aire
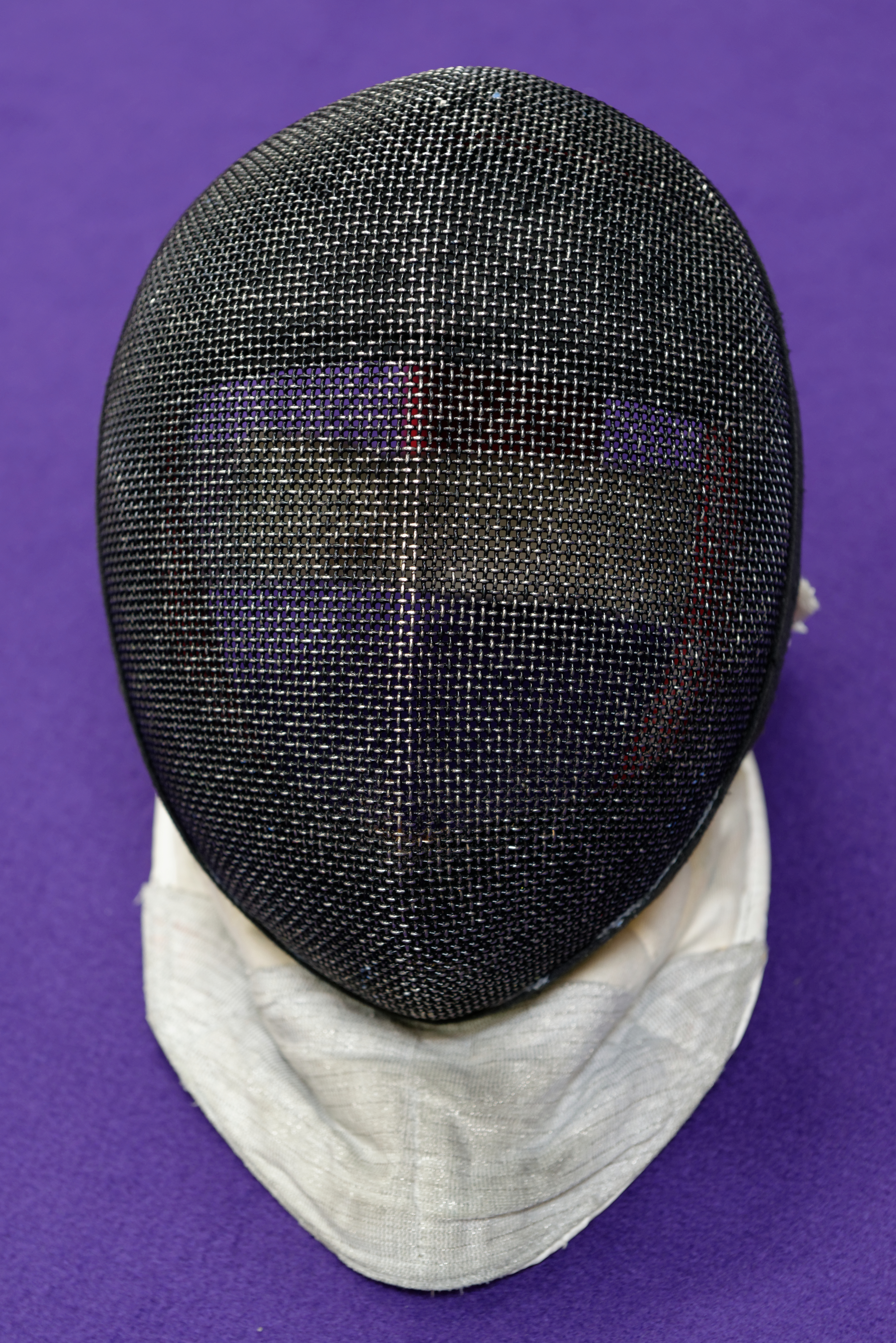
Protección de esgrima
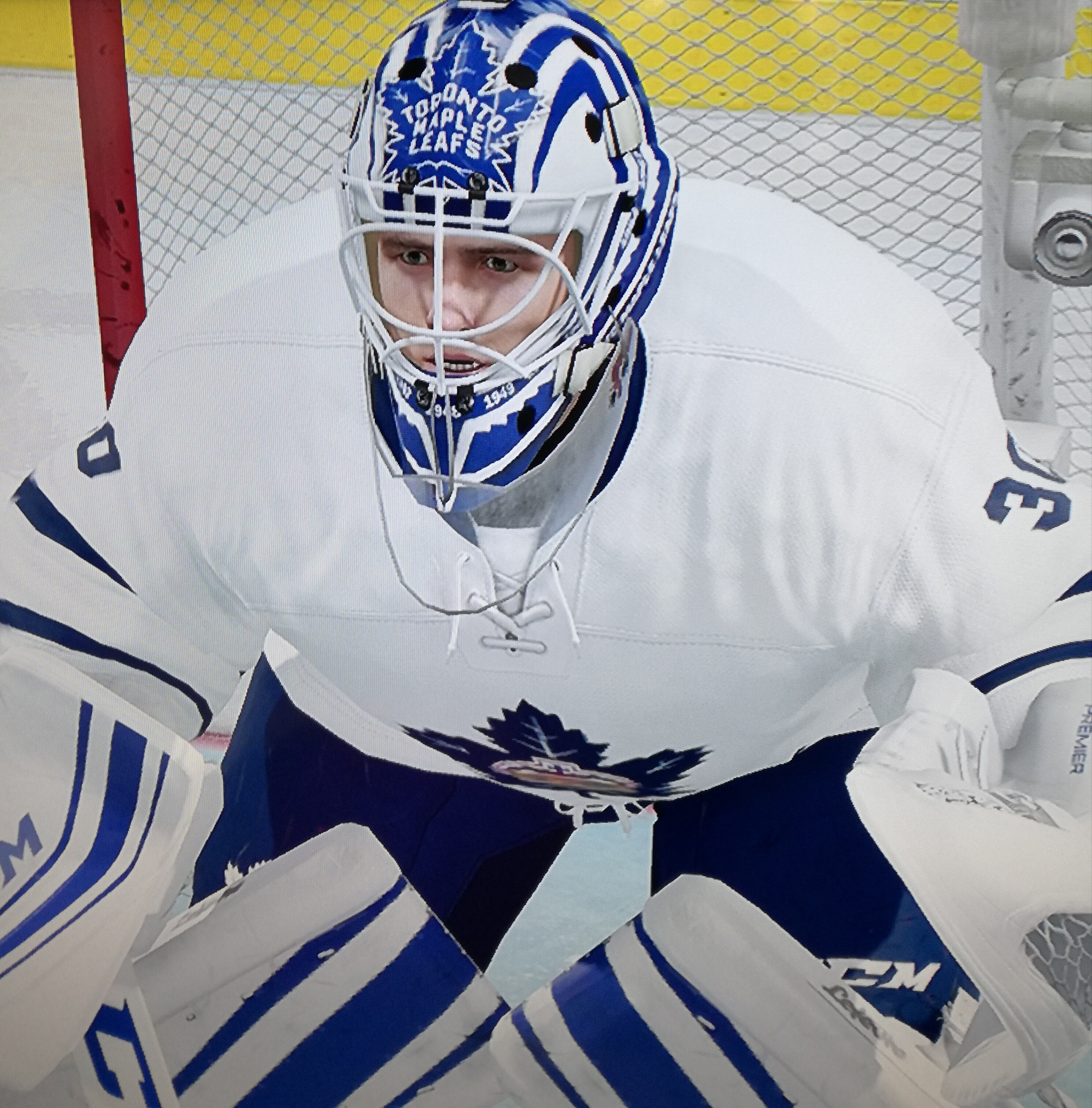
Máscara de hockey

## Punitivas

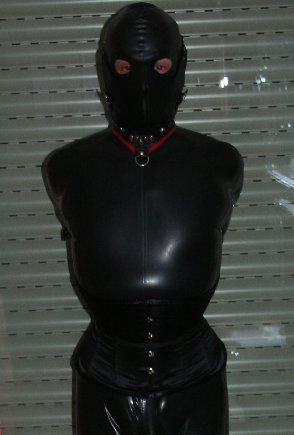
El uso de la máscara como elemento de castigo es común en las prácticas BDSM

La máscara (schandenmaske en alemán) se utiliza para la humillación pública; una forma popular reducida son las orejas de burro colocados en los alumnos malos ('burros'), otras particularmente incómodas tales como la máscara de hierro, se usan como dispositivos para la tortura o el castigo corporal.

## Otros tipos
La «máscara viva» es un molde de yeso de un rostro, usado como modelo para realizar una pintura o una escultura.
Una «máscara de muerte» es igual a la «máscara viva» pero tomada del rostro de un modelo recientemente fallecido. Las máscaras de muerte eran muy populares en el mundo occidental durante los siglos XVIII y XIX. Ambos métodos pueden preservar un retrato realista tridimensional. 
Una máscara facial (o simplemente facial) es una máscara temporal, no sólida, usada en cosmética o como terapia para el tratamiento de la piel.
Un antifaz es un velo o máscara con el que se cubre la cara, especialmente la parte de los ojos. Puede tener distintos tipos de decoración ya sea con diferentes tipos de materiales como por ejemplo papel, cartulina, etc.